# 大阪府立中之島圖書館
大阪府立中之島圖書館（日语：／ Ōsaka furitsu Nakanoshima toshokan */?）是日本指定重要文化財產（1974年5月21日），位於大阪府大阪市。建築物本館於1904年（明治37年）2月竣工，左右兩翼：1922年（大正11年）10月竣工。建築物由住友集團第15代住友吉左衛門友純（1864－1926）捐獻，由住友總店臨時建築部的工程師長野口孫市和日高胖設計。其中本館設計者為野口孫市（1869－1915）、日高胖（1875－1952），左右兩翼增建設計者為日高胖。本館施工者為久保田小三郎。為磚石建築構造，3層建築，銅木板葺屋頂，建築面積：本館：655.1平方公尺，左右兩翼：各310.5平方公尺。

## 圖片

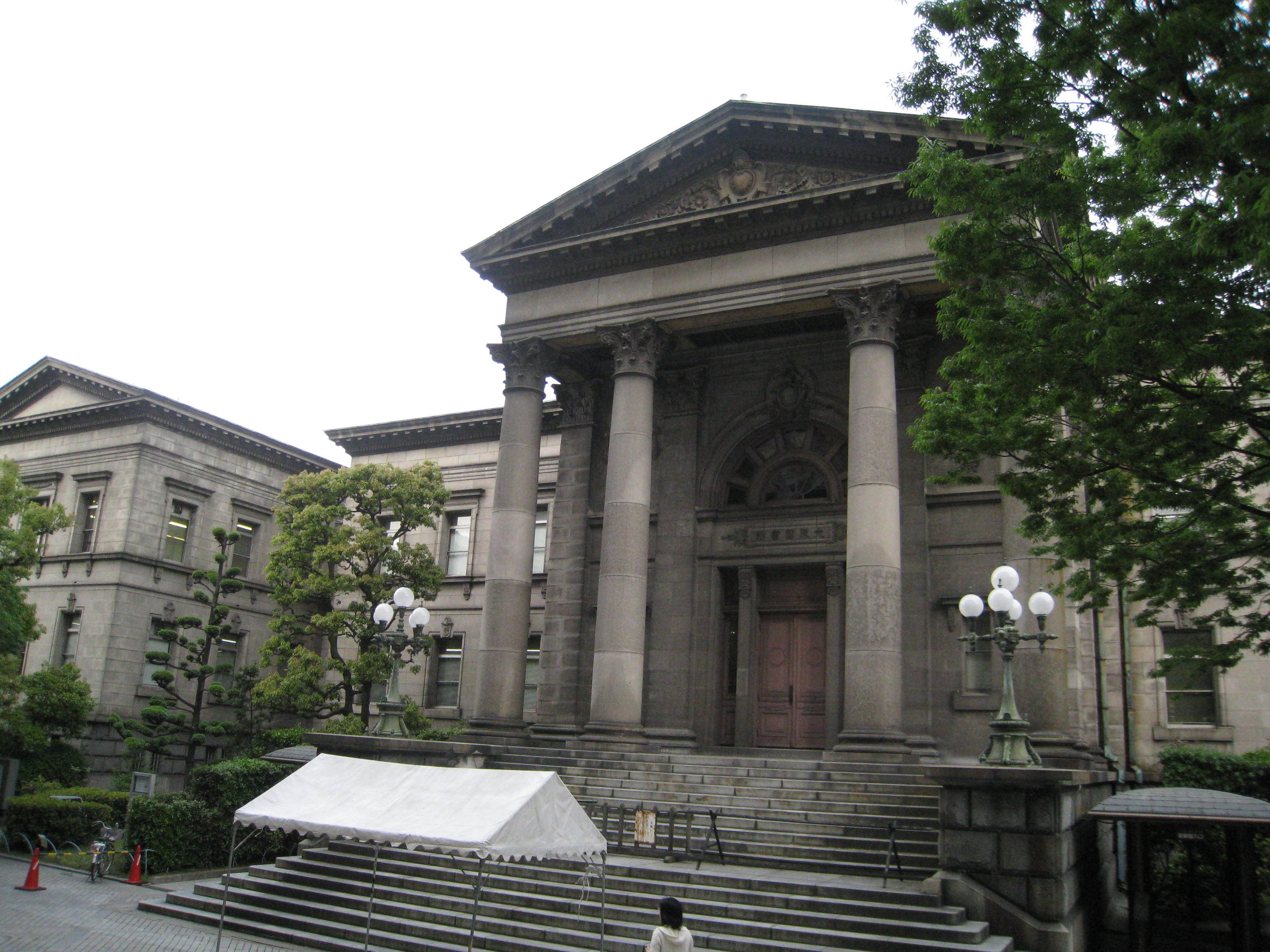
正面側拍
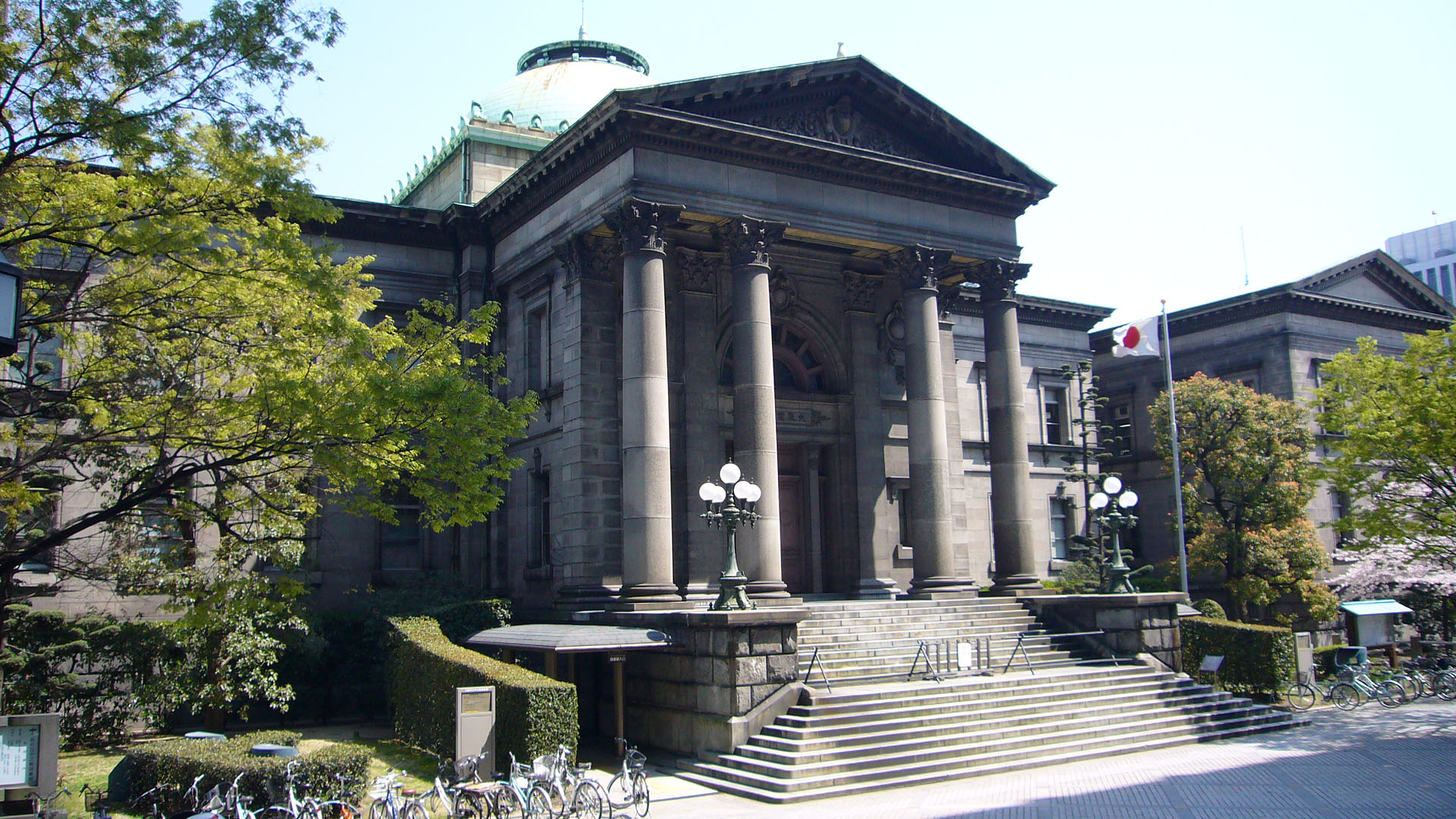
自西北拍攝
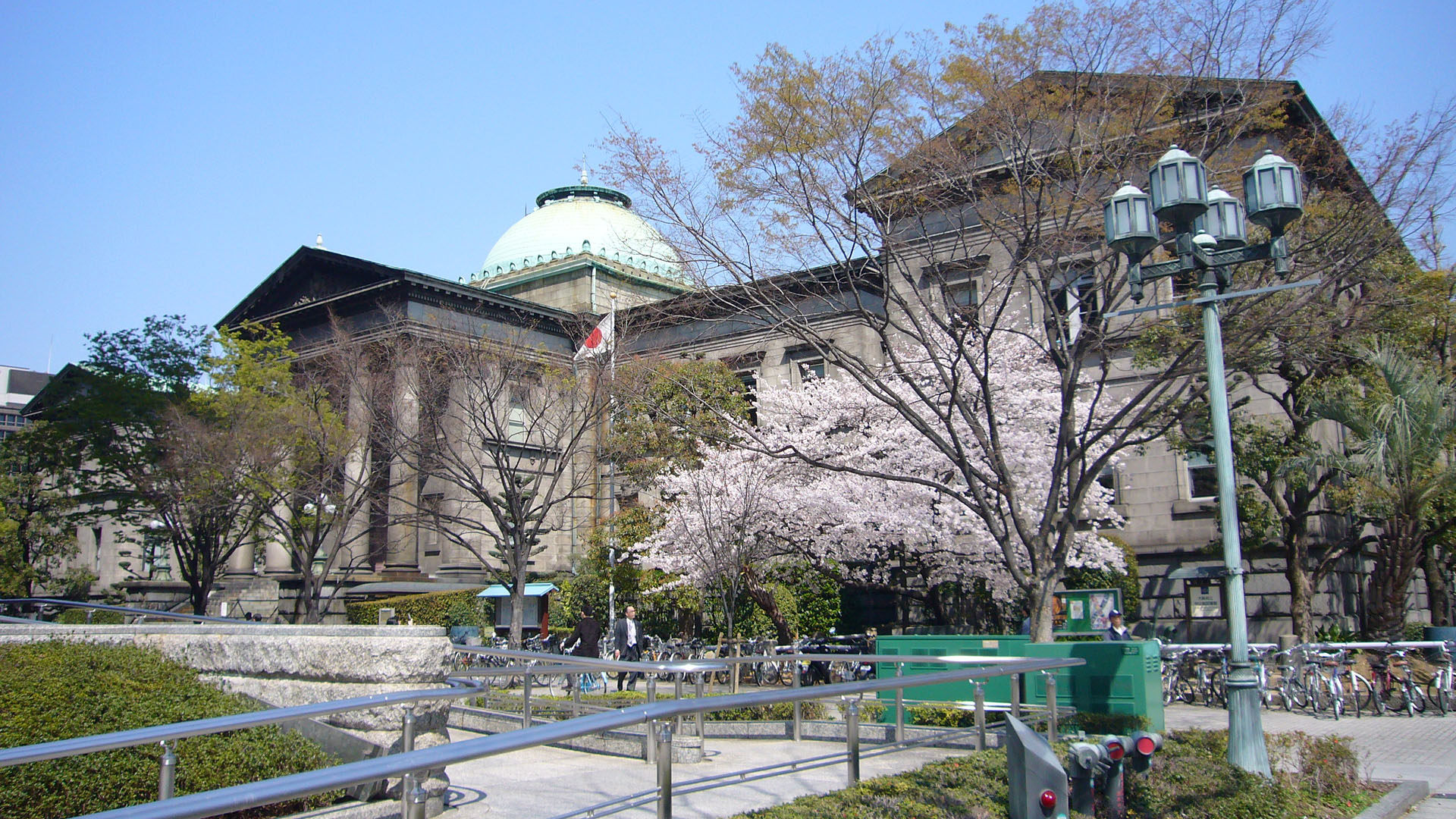
自西南拍攝
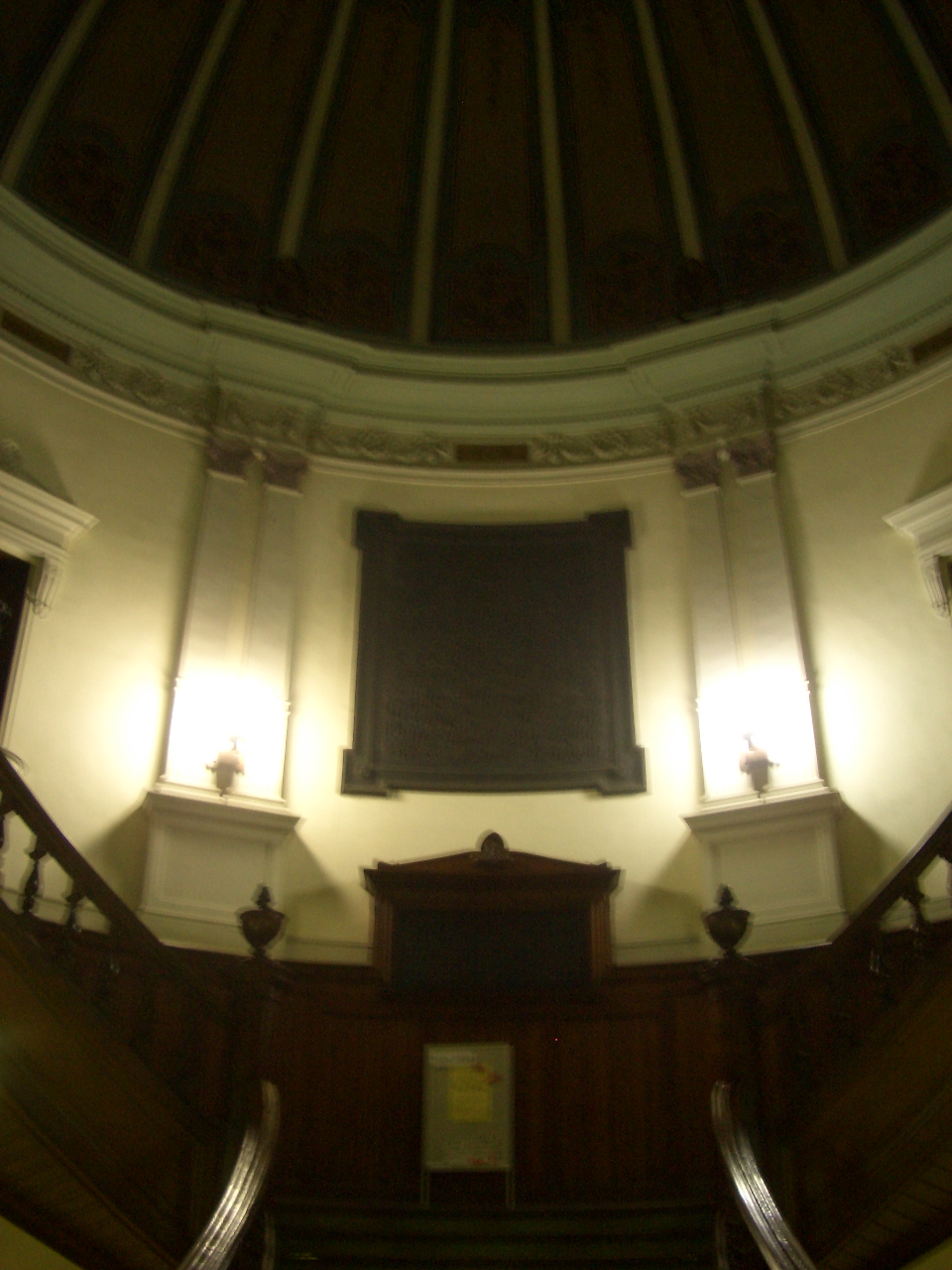
中央大廳
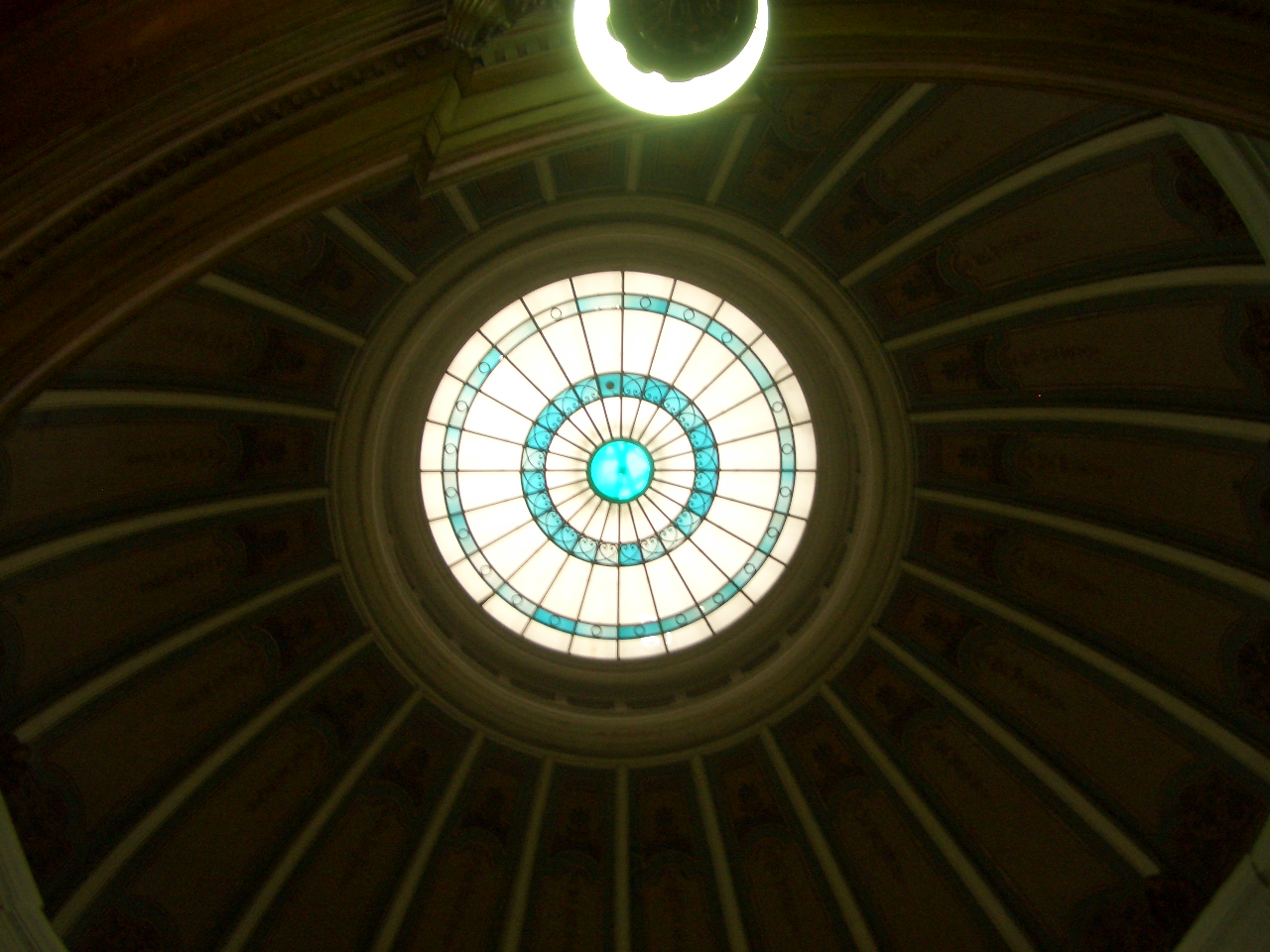
中央大廳的天井部分

## 外部連結
- 大阪府立中之島圖書館 （页面存档备份，存于）